# Pazardzhik Point
Der Pazardzhik Point (englisch; bulgarisch нос Пазарджик nos Pasardschik) ist eine im antarktischen Sommer unvereiste Landspitze an der Südostküste von Snow Island im Archipel der Südlichen Shetlandinseln. Sie liegt 2,1 km ostnordöstlich des Kap Conway und 9,9 km südwestlich der Hall-Halbinsel.
Bulgarische Wissenschaftler kartierten sie 2009. Die bulgarische Kommission für Antarktische Geographische Namen benannte sie im selben Jahr nach der Stadt Pasardschik im Süden Bulgariens.